# Дідія Клара
Дідія Клара (*Didia Clara, д/н — після 193) — матрона часів Римської імперії, мала титул Августи у 193 році.

## Життєпис
Походила з роду Дідіїв. Донька Дідія Юліана та Манлії Скантіли. Замолоду вийшла за Корнелія Репентіна. У 193 році, після вбивства Пертінакса, разом із матір'ю переконала батька боротися за імператорський трон. Після цього отримала Дідій Юліан визнав його незалежною від батьківської опіки, надавши частину родинного майна. Після цього отримала титул Августи, а її чоловік став префектом Риму.
Після повстання проти Юліана Луція Септимія Севера та поразки військ Дідія, сенат виступив проти Юліана, Скантіли та Клари. В результаті останні 1 червня 193 року були позбавлені титулу Августи, а згодом майно Дідія Клари було конфісковане. Про подальшу долю відомості відсутні.